# 1156

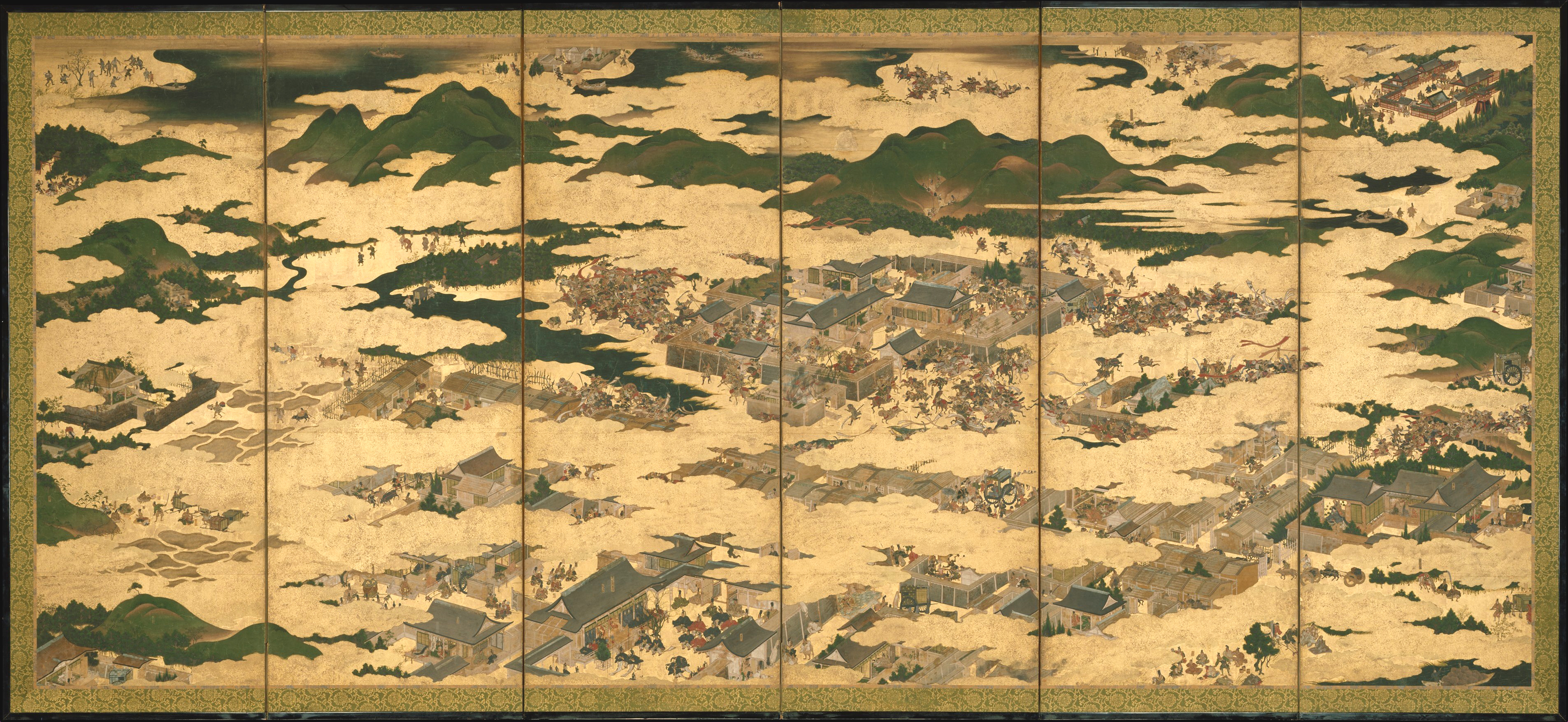
Hogen-opstand

Het jaar 1156 is het 56e jaar in de 12e eeuw volgens de christelijke jaartelling.

## Gebeurtenissen
- Hogen-opstand: Na het overlijden van ex-keizer Toba komt het in Japan tot een strijd tussen keizer Go-Shirakawa en ex-keizer Sutoku, die insei-keizer wil worden in opvolging van Toba. Go-Shirakawa en zijn aanhangers winnen, en in 1158 zal Go-Shirakawa troonsafstand doen om zelf insei-keizer te kunnen worden.
- Verdrag van Benevento: Paus Adrianus IV erkent de heerschappij van Willem I van Sicilië over Sicilië en Zuid-Italië.
- Koning Willem I van Sicilië brengt de Byzantijnen een zware nederlaag toe bij Brindisi en hun veroveringen gaan spoedig in zijn handen over.
- Hendrik Jasomirgott geeft het hertogdom Beieren op ten gunste van Hendrik de Leeuw. In ruil wordt zijn markgraafschap Oostenrijk, tot dan toe een leen van Beieren, verheven tot een onafhankelijk hertogdom (zie Privilegium minus, hertogdom Oostenrijk)
- Reinoud van Châtillon, echtgenoot van Constance I van Antiochië, en Thoros van Armenië plunderen Cyprus op bloedige wijze.
- Op de plaats waar de rivieren Moskva en Neglinnaja samenkomen, laat de Russische vorst Joeri Dolgoroeki een houten fort (kremlin) bouwen. Deze zal uitgroeien tot de stad Moskou.
- Het hospitaal Ad-Nuri in Damascus, vernoemd naar Nur ad-Din Zinghi, wordt gebouwd.
- Keizer Frederik Barbarossa trouwt met Beatrix I van Bourgondië.
- Augsburg krijgt stadsrechten.
- De Orde van de Heilige Julianus van Pereiro, een Spaanse ridderorde, wordt door de broers Don Suero Fernández Barrientos en Don Gómez Fernández Barrientos gesticht in Alcantara, Extremadura..
- Voor het eerst genoemd: Lettewitz, Levice, Muizen

## Opvolging
- Anjou en Maine - Hendrik II van Engeland opgevolgd door zijn broer Godfried VI
- Beieren - Hendrik Jasomirgott opgevolgd door Hendrik de Leeuw
- Bretagne - Bertha opgevolgd door Bertha zoon Conan IV
- Georgië - Demetrius I opgevolgd door zijn zoon George III
- aartsbisdom Keulen - Arnold van Wied opgevolgd door Frederik II van Berg
- Mâcon - Willem III opgevolgd door zijn zoon Gerald I
- Moravië-Brno - Vratislav opgevolgd Wladislaus II van Bohemen
- Nante - Hoël III opgevolgd door Godfried VI van Anjou
- paltsgraafschap aan de Rijn - Herman van Stahleck opgevolgd door Koenraad de Staufer
- Tempeliers (grootmeester) - André de Montbard opgevolgd door Bertrand de Blanchefort
- Utrecht - Herman van Horne opgevolgd door Godfried van Rhenen
- Venetië (doge) - Domenico Morosini opgevolgd door Vitale II Michiel
- Zweden - Sverker I opgevolgd door Erik IX

## Geboren
- 27 oktober - Raymond VI, graaf van Toulouse en Rouergue (1194-1222)
- Magnus V, koning van Noorwegen (1161-1184)

## Overleden
- 17 januari - André de Montbard (~52), grootmeester der Tempeliers
- 31 januari - Herman van Horne, bisschop van Utrecht
- april - Willem van Poitiers (2), kroonprins van Engeland
- 14 mei - Arnold van Wied (~57), aartsbisschop van Keulen
- 20 juli - Toba (53), keizer van Japan (1107-1123)
- 4 augustus - Otto IV (~66), graaf van Wittelsbach
- 6 augustus - Vratislav, hertog van Moravië-Brno
- 20 september - Herman van Stahleck, paltsgraaf aan de Rijn
- 25 december - Petrus Venerabilis (~63), Frans theoloog
- 25 december - Sverker I, koning van Zweden
- 27 december - Walto van Wessobrunn, Duits abt (of 1157)
- Bertha (~42), hertogin van Bretagne
- Demetrius I (~63), koning van Georgië (1125-1156)
- Florentius van Carracedo, Spaans abt
- Ratibor I (~32), hertog van Pommeren
- Hoël III, hertog van Nantes (waarschijnlijke datum)
- Willem III, graaf van Mâcon (jaartal bij benadering)